# 圣玛尔定圣殿 (图尔)
圣玛尔定圣殿（Basilique Saint-Martin de Tours）位于法国中部城市图尔，是一座罗马天主教宗座圣殿，敬礼都爾的聖瑪爾定，这位圣人的墓位于堂内。  
圣玛尔定圣殿由法国建筑师Victor Laloux兴建于1886年到1924年，新拜占庭式样。1925年7月4日祝圣。

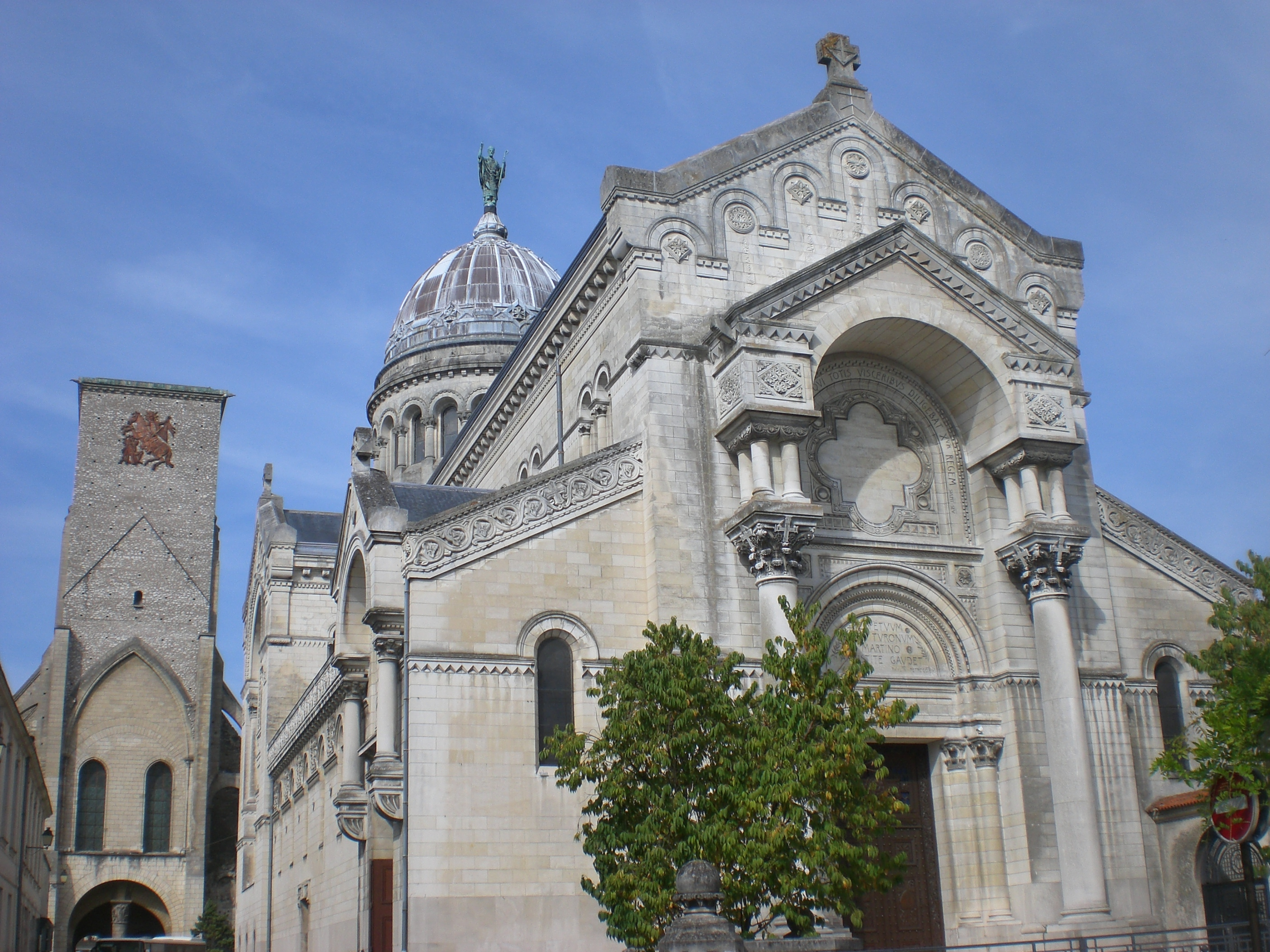
圣玛尔定圣殿

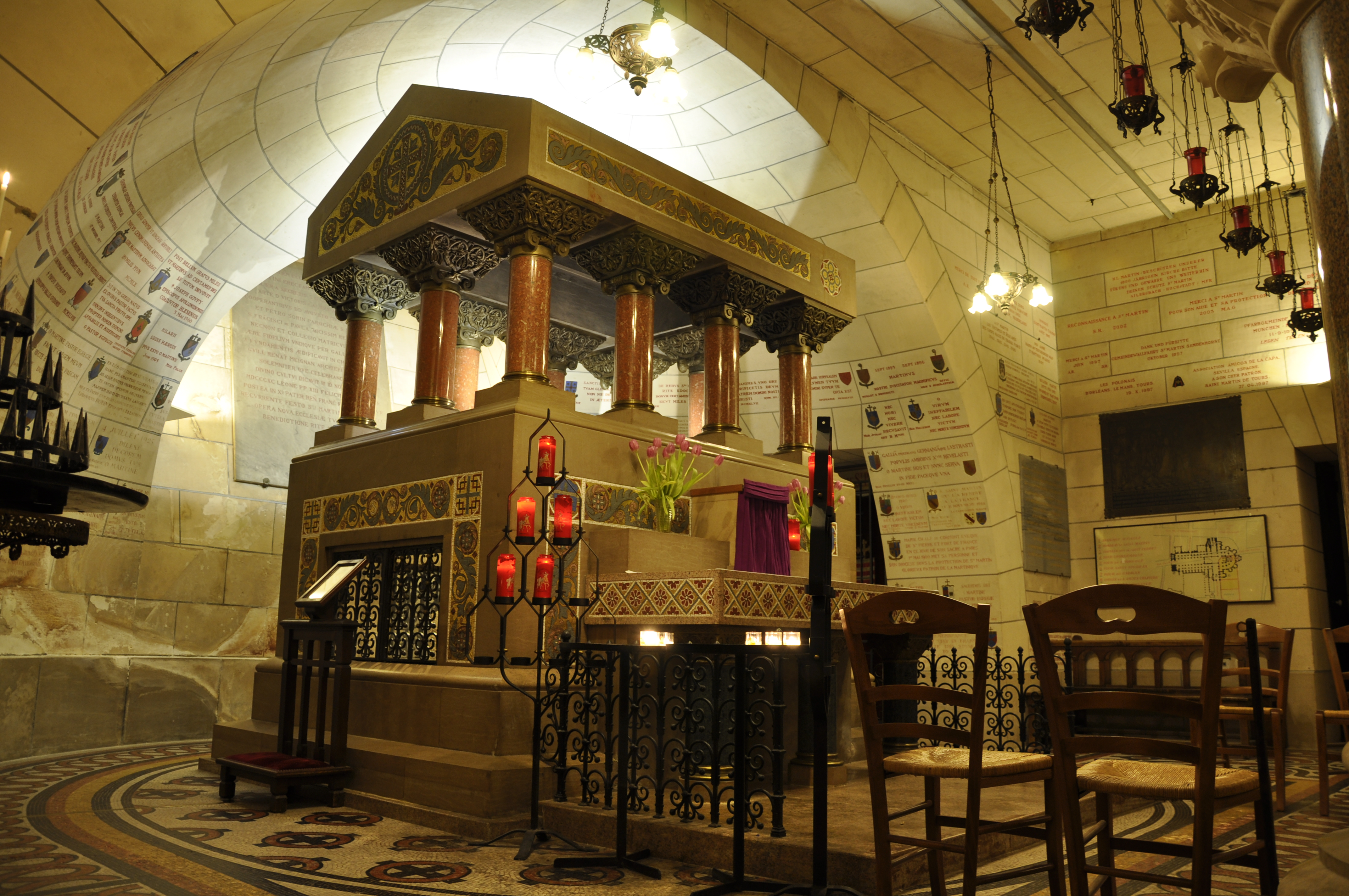
聖瑪爾定墓

1840年，聖瑪爾定墓被列为法国历史古迹。
.